# El coloquio de Monos y Una
El coloquio de Monos y Una (en inglés: The Colloquy of Monos and Una) es un cuento de Edgar Allan Poe publicado por primera vez en agosto de 1841.: 337  Es el segundo cuento escrito por Poe en forma de diálogo después de La conversación de Eiros y Charmion, bajo la inspiración de grandes filósofos como Platón. La historia consiste enteramente en el diálogo entre Monos y Una, dos amantes "espíritus" que fueron humanos en una vida pasada. Murieron hace siglos y se reencuentran en el inframundo. El tema principal de su diálogo es la naturaleza de la muerte, en el que Una suele hacer preguntas y Monos da respuestas exhaustivas. 

## Argumento
Los amantes Monos y Una llevan mucho tiempo muertos y "renacen" en un nuevo ser en el más allá. Ambos discuten sobre el hecho de la muerte y lo que es. Monos explica su significado o al menos su opinión sobre su concepto. Muerto hace mucho tiempo y antes que Una, el espíritu habla del grave cambio de la sociedad moderna (es decir, el siglo XIX), del total desapego de la naturaleza y de la ética. De hecho, según Monos, la muerte forma parte del hombre y no hay que tenerle miedo, porque gracias a ella se permite el renacimiento de un ser nuevo, limpio y perfecto, así como la continuidad de la vida.
Después de reflexionar sobre la muerte y la naturaleza autodestructiva de la humanidad, Monos describe sus sentimientos durante el paso de este mundo al otro: mientras Una lloraba, Monos se sentía desorientado, como si hubiera perdido el uso de sus sentidos, pero como si aún los poseyera. Estas facultades las pierde totalmente Monos durante la noche, con Una velando a su amado en el ataúd. Al día siguiente, Monos es bajado a la tumba bajo tierra y, tras el entierro de Una un año después, siente "renacer" junto a su amada.

## Análisis
En esencia, El coloquio de Monos y Una es un resumen de las principales ideas, observaciones y conclusiones sobre la historia y el destino de la humanidad que ya han sido tratadas con más detalle en otras obras y artículos de Poe. La narración es un diálogo, gran parte del cual está ocupado por el discurso de Monos. Puede dividirse claramente en dos partes: la primera describe el destino de la humanidad en su conjunto, la segunda - el destino de una persona en particular, que fue Monos en su vida pasada. Se esboza la historia de la humanidad, llena de crímenes, equivocaciones y errores fatales, hasta el fin del mundo: la "ígnea destrucción", durante la cual tuvo lugar la "gran purificación". Sobre lo que sucederá cuando la Tierra, tras haber sufrido la "purificación", se convierta en "una digna residencia para el hombre; para el hombre purgado por la muerte; para el hombre en cuyo exaltado intelecto el veneno del conocimiento no puede hacer nada; para el hombre redimido, regenerado, bienaventurado y ahora inmortal, pero, con todo, para el hombre material".
La historia de un hombre en particular (que se convirtió en Monos) comienza con una "purificación por la muerte" individual, ya que se produjo en una época en la que "los hombres vivían y luego morían individualmente". El escritor ha intentado retratar con detalle los sentimientos del individuo y el proceso de cambio de conciencia en los momentos antes, durante y después de la muerte. El relato finaliza de la siguiente manera en palabras de Monos:

Muchos lustros habían sobrevenido. El polvo había vuelto al polvo. Los gusanos no tenían más alimento. El sentido del ser había desaparecido por completo y allí reinaban en su lugar, dominantes y perpetuos, los autócratas Espacio y Tiempo. Porque para lo que no era, para lo que no tenía forma, para lo que no tenía pensamiento, para lo que no tenía conciencia, para lo que no tenía alma y aun para aquello que ya no formaba parte de la materia y para aquella inmortalidad, la tumba todavía era una morada, y las horas corrosivas, sus compañeras.

Poe interrumpe la narración. Al igual que en la historia de la humanidad, no presenta el resultado final del cambio, probablemente por creer que tal cosa está fuera del alcance de la imaginación poética.
En El coloquio de Monos y Una, Poe subraya su opinión sobre la idea del progreso, en cuya consecución no veía ningún ideal. Se sentía atraído por la "Edad de oro", una época en la que la gente vivía unida y en armonía con la naturaleza; las ideas de igualdad social y democracia las rechazaba; el crecimiento de la industrialización de las ciudades, que desfiguraba su aspecto, provocaba miedo y rechazo. Poe abordó repetidamente tal problema y plasmó sus ideas en obras entre las que cabe destacar Soneto a la ciencia, La isla del Hada, Conversación con una momia y Mellonta Tauta. En una nota aparecida en el número del 18 de mayo de 1844 de The Columbia Spy, escribió: "Las viejas mansiones están condenadas... El espíritu del progreso las ha abrasado con su aliento ácido".

## Publicación
El relato se publicó por primera vez en el número de agosto de 1841 de Graham's Magazine.: 337  Más tarde se incluyó, junto con otras once obras de Poe, en una colección de cuentos publicada por Wiley & Putnam en 1845.: 49 
Posteriormente el cuento sería incluido en Narraciones extraordinarias, una colección de varios de sus cuentos traducidos al francés y publicados por Charles Baudelaire en 1857.